# Enlace mecánico

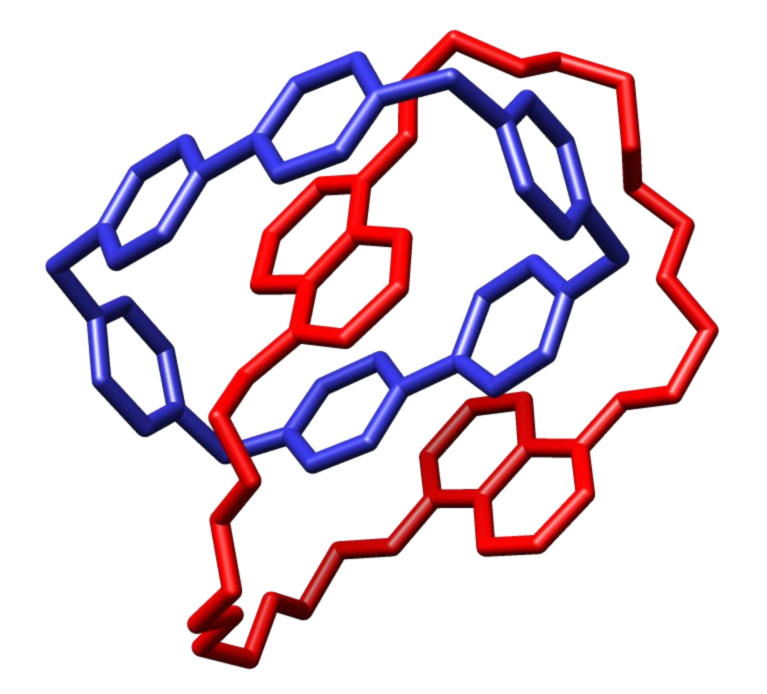
Catenano

El enlace mecánico es un tipo de enlace químico encontrado en arquitecturas moleculares mecánicamente entrelazadas, como en los compuestos llamados catenanos y rotaxanos. A diferencia de las estructuras moleculares clásicas, las moléculas entrelazadas o interfijadas están compuestas de dos o más componentes separados que no están conectados por enlaces químicos (covalentes). Estas estructuras son moléculas reales y no especies supramoleculares, puesto que cada componente está intrínsecamente unido al otro, resultando en un enlace mecánico que evita la disociación sin proceder a la ruptura de uno o más enlaces covalentes.
El término "enlace mecánico" es relativamente nuevo y todavía tiene un uso limitado en la literatura química en relación con los enlaces más frecuentes y por ello mejor estudiados, como el enlace covalente, el enlace iónico o el enlace por puente de hidrógeno.